# Stadtarchiv Baden AG
Das Stadtarchiv Baden (StAB) ist das Stadtarchiv der Stadt Baden im Schweizer Kanton Aargau. Es verwahrt Unterlagen der Stadtverwaltung von etwa 1300 bis heute und besitzt Bestände von Kirchen und Privaten. Seine Räume befinden sich unter einem Strassenkreisel nahe dem Historischen Museum Baden. Es wird von der Firma Docuteam bewirtschaftet und ist Mitglied im Verein Schweizerischer Archivarinnen und Archivare.